# Vladislav Slezský
Vladislav Slezský či Vratislavský (1237? – 24. dubna 1270) byl slezský (vratislavský) kníže, nejmladší syn Jindřicha Pobožného a Anny Lehnické. Působil jako vyšehradský probošt a administrátor vratislavského biskupství.

## Vladislav jaké spoluvládce bratra Jindřicha III. Bílého

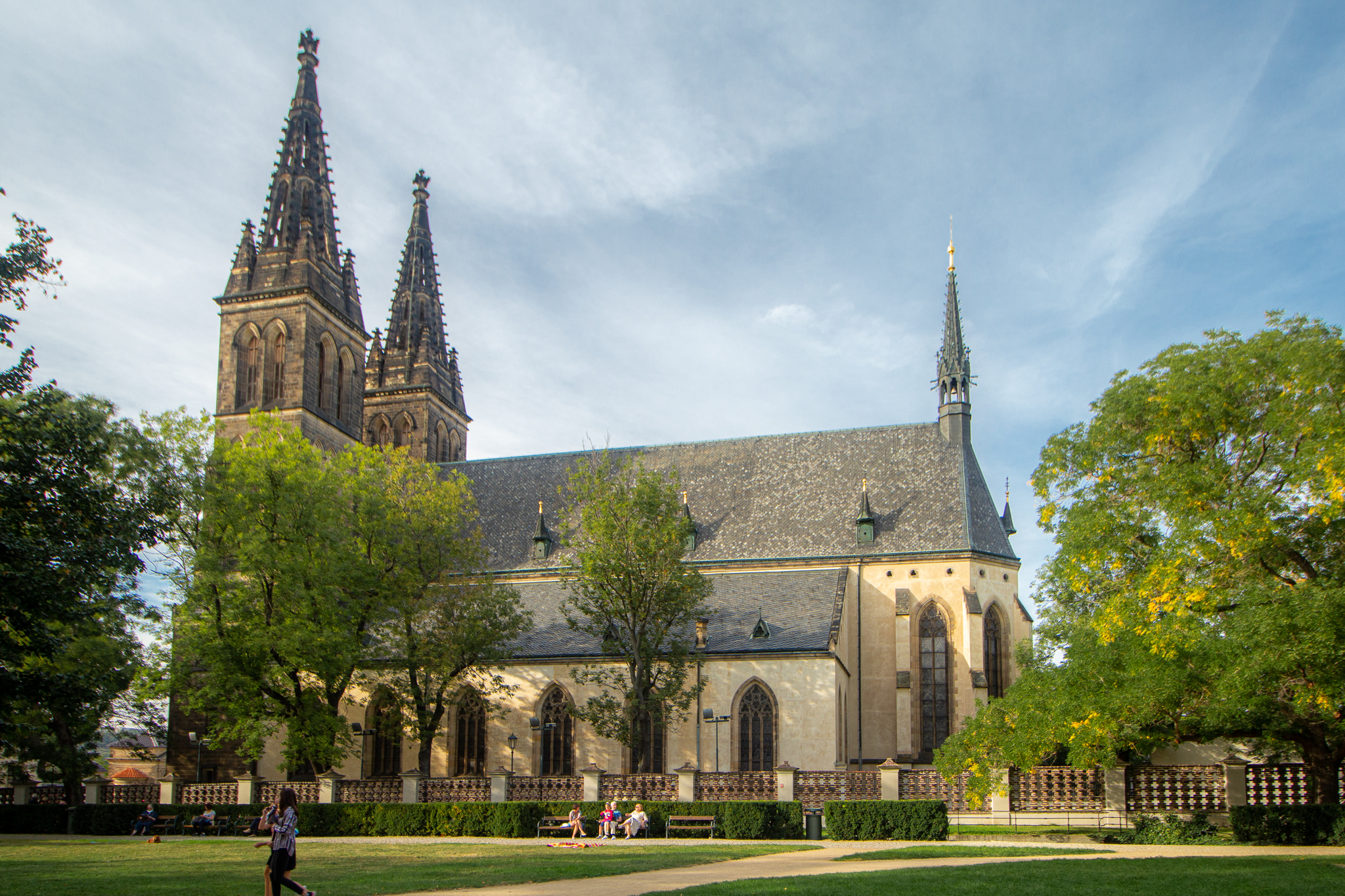
Kostel sv. Petra a Pavla vyšehradské kapituly, kde byl Vladislav Slezský proboštem

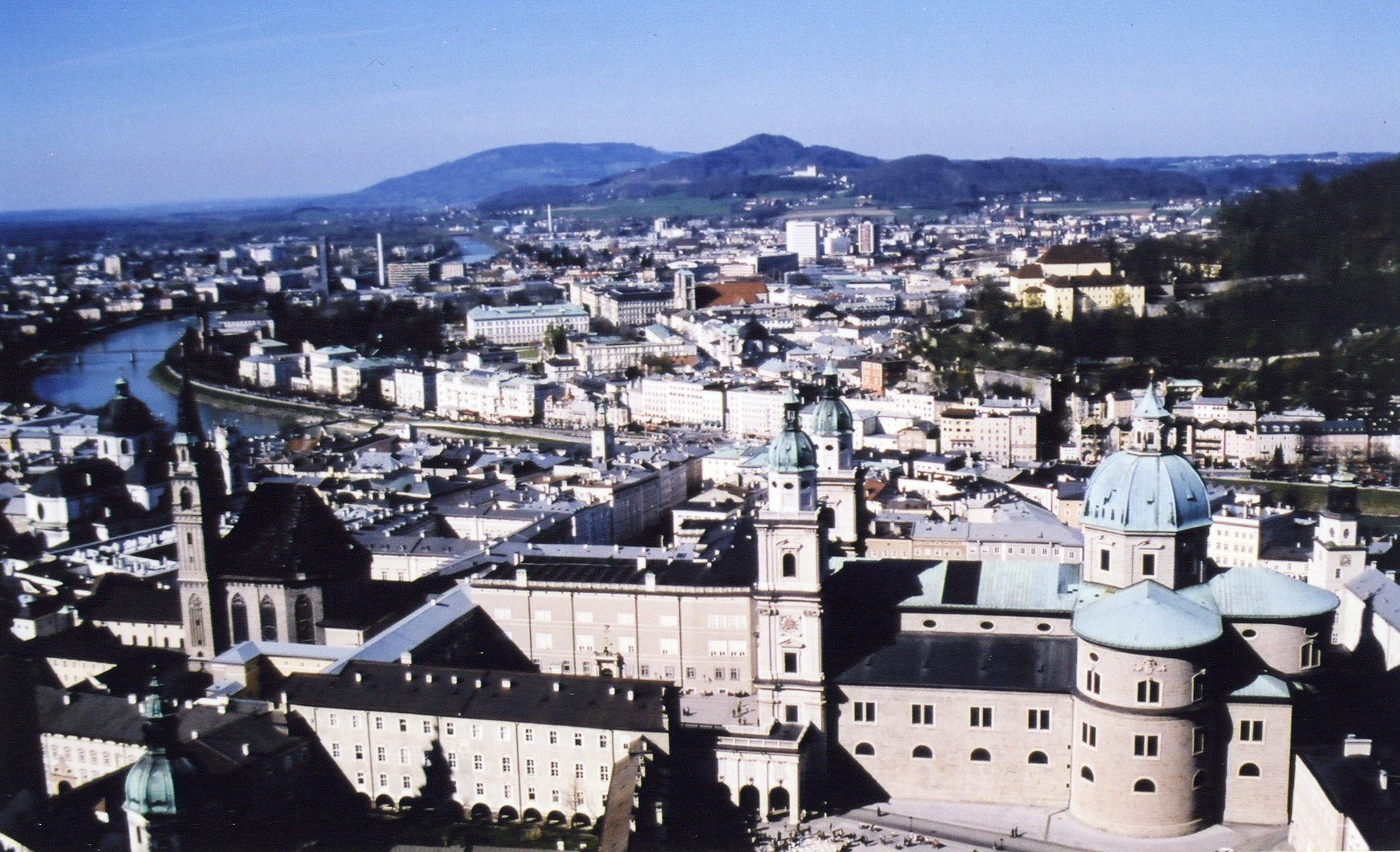
Katedrála v Salcburku, u níž Vladislav Slezský sloužil jako arcibiskup a kde našel místo posledního odpočinku

V padesátých letech 13. století vládl spolu se svým starším bratrem Jindřichem III., který vládl ve Vratislavsku. Jako nejmladší syn odešel na studia a byla mu určena církevní dráha. Nejpozději roku 1256 se stal vyšehradským proboštem a papežským kaplanem. Později se stal bamberským kanovníkem (na přelomu let 1257/58 se pro odpor papeže nezdařil pokus zvolit ho bamberským biskupem).
Roku 1265 byl sice zvolen pasovským biskupem, ale této funkce se fakticky neujal, protože se mezitím uvolnilo arcibiskupství salcburské, do jehož čela byl zvolen. Po smrti biskupa Tomáše I. (30. května 1268) byl vratislavskou katedrální kapitulou zvolen za biskupa, avšak neobdržel papežské potvrzení (papež byl proti souběhu s funkcí salcburského knížete-arcibiskupa) a vratislavské biskupství tak spravoval jen jako administrátor. Biskupské svěcení přijal až 11. června 1267.
Vladislav Slezský se roku 1253 podílel na fundaci (hlavní fundátorkou byla kněžna Anna, jeho matka) špitálu sv. Alžběty ve Vratislavi, který byl předán řádu křižovníků s červenou hvězdou založenému sv. Anežkou v Praze. V padesátých letech působil Vladislav Slezský u římské kurie, aby papež podpořil právní nárok slezských knížat na velkopolské území, které ovládal Jindřich I. Bradatý a jeho syn Jindřich II. Pobožný.

## Vladislav vládcem Vratislavska

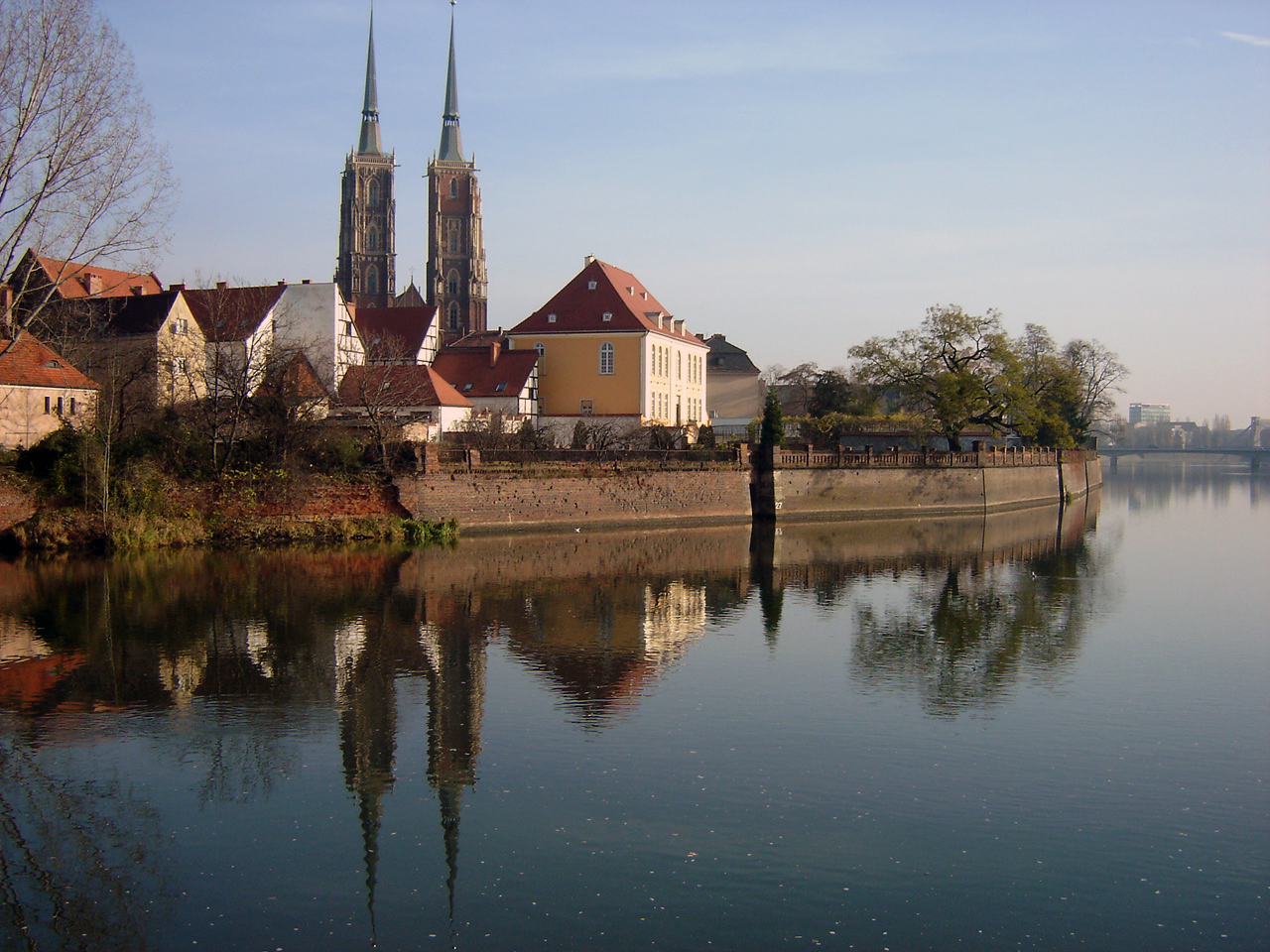
Vratislav (Ostrów Tumski) - sídlo vratislavského knížete a biskupa

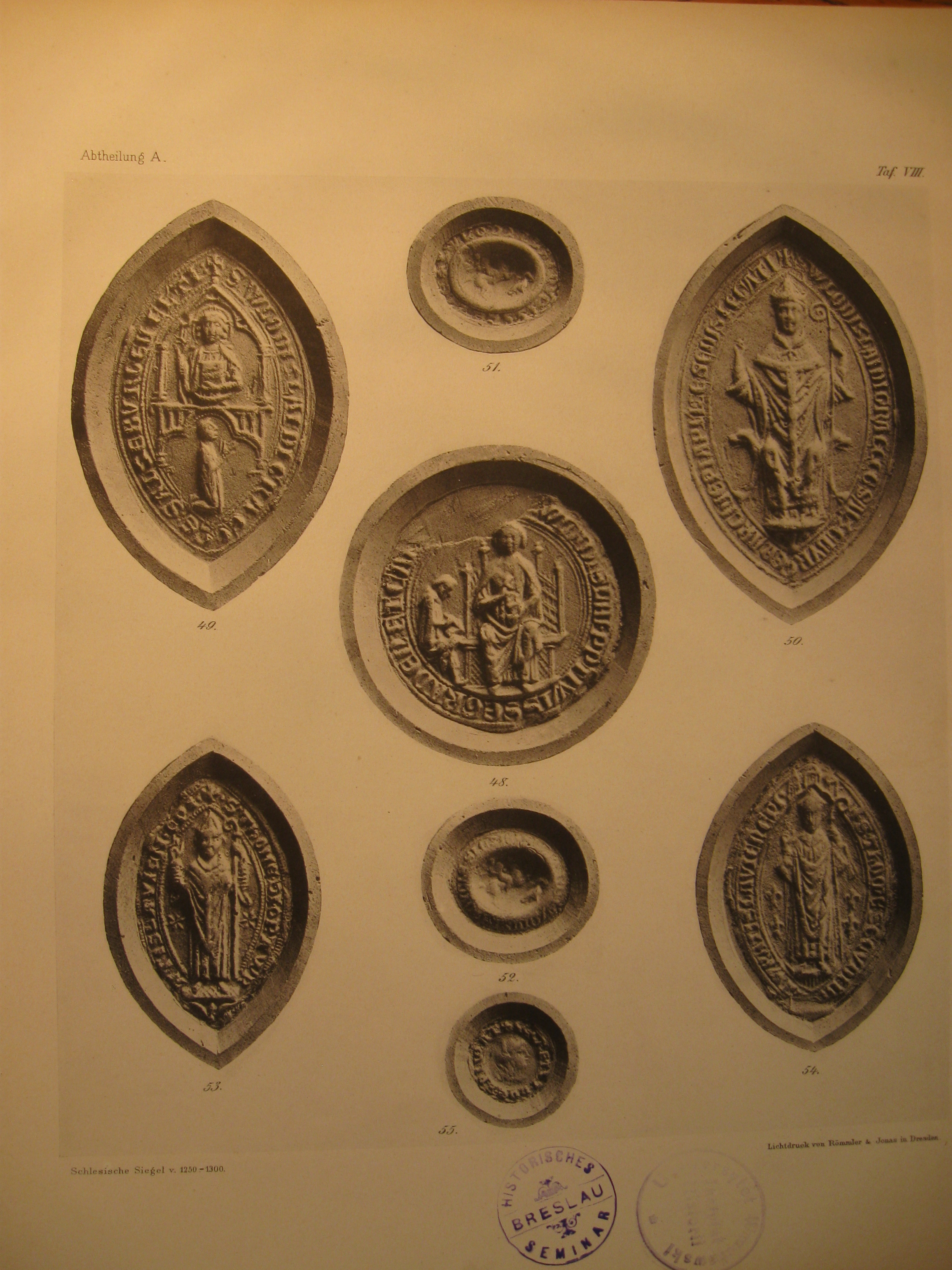
Pečeti Vladislava Slezského. Převzato z Pfotenhauer, Paul: Die schlesischen Siegel von 1250-1300 bzw. 1327. Breslau 1879

Po smrti Jindřicha III. roku 1266 se Vladislav Slezský ujal vlády ve Vratislavsku i poručnictví nad mladým synovcem Jindřichem (pozdějším knížetem Jindřichem IV.). Vladislav Slezský byl velmi agilním politikem. Ačkoliv byl arcibiskupem a navíc administrátorem vratislavského biskupství, hájil práva knížecí svrchovanosti a dovolil, aby jeho bratři Boleslav a Konrád zadržovali biskupský desátek na svém území. Dokázal spravovat i vzdálené arcibiskupství v Salcburku. Jeho zásluhou byla roku 1267 kanonizována svatá Hedvika, jeho babička, jejíž kult v třebnickém klášteře intenzivně podporoval. Papež Klement IV. mu roku 1267 udělil privilegium nosit na území vratislavské diecéze pallium v určité svátky (na sv. Jana Křtitele, patrona vratislavské katedrály a sv. Hedviky).
Vladislav Slezský zemřel 24. dubna 1270. Náhlá smrt vyvolala určité podezření o jeho otrávení. Ve své závěti odevzdal své dědictví synovci Jindřichovi, kterého předal do péče českého krále Přemysla Otakara II.